# 習禎
習禎（2世紀—3世紀?），字文祥，南郡襄陽人，三國時代蜀國官員。活躍於東漢末年至蜀漢初期。

## 生平
習禎有風流，善談論，名聲亞於“鳳雛”龐統，與“白眉”馬良齊名（龐、馬二人皆為襄陽人）。
建安六年（201年），劉備投奔劉表，習禎於此時投奔劉備。
建安十六年（211年），習禎隨劉備入蜀。
建安十九年（214年），劉備攻占益州，大封群臣，習禎先後歷任雒縣縣令、郫縣縣令、廣漢太守。後事蹟不詳。

## 親屬

### 妹
- 習氏，嫁龐林，曹操得到荊州後，習氏仍在城中，與龐林、習禎失散，與龐家人一起到鄴城，（龐統與龐林的堂兄龐山民與原荊州臣子一起降魏，為黃門吏部郎）一人撫養著幼女十餘年，因夷陵之戰戰敗，龐林與黃權等無退路不得已降魏而團聚。曹丕對其賢慧是稱讚，賜床帳衣物，彰顯她的貞義節操。[3]

### 子
- 習忠，有名望，官至尚書郎。

### 孫
- 習隆，為步兵校尉，掌校秘書。[4]